# Engelbert Kaempfer
Engelbert Kaempfer (Lemgo, 16 september 1651 – Lieme, 2 november 1716) was een Duitse geleerde en reiziger. Zijn verslagen worden beschouwd als de belangrijkste 18e-eeuwse Europese bronnen over Japan.

## Biografie
Kaempfer studeerde in Hamelen, Lüneburg, Hamburg, Lübeck en Dantzig. Hij haalde zijn doctorstitel in 1676 in Krakau, in talen, geschiedenis en medicijnen, en studeerde daarna 4 jaar in Koningsbergen. In 1681 vertrok hij naar Uppsala, en in 1683 werd hij secretaris van een gezantschap van koning Karel XI naar Rusland en Perzië.
In 1683 bracht het gezantschap 2 maanden door in Moskou, en reisde vervolgens de Wolga af en over de Kaspische Zee en vervolgens over land naar Isfahan, in die tijd de Perzische hoofdstad. Het gezantschap bleef 1½ jaar in Isfahan, maar boekte niet veel resultaat.
Kaempfer keerde niet terug met de rest van de groep, maar trad in dienst van de VOC. Hij verbleef 2½ jaar (1685-1688) als medicus in de factorij in Bandar Abbas. Hierna voer hij via India naar Batavia. Hij bestudeerde gedurende enkele maanden de Javaanse natuur, en vertrok toen naar Japan om arts in de factorij op Deshima te worden.
Kaempfer leefde twee jaar in Deshima (1690-1692), en had te  maken met het opperhoofd Cornelis van Outhoorn. Hij maakte tweemaal (in 1691 en 1692) de reis naar Edo mee, waarbij hij beide keren een onderhoud had met shogun Tokugawa Tsunayoshi.
In 1693 keerde Kaempfer vanuit Batavia met een VOC-schip terug naar Europa. Hij verbond zich aan de universiteit van Leiden, en publiceerde in Leiden zijn Disputatio Medica Inauguralis Exhibens Decadem Observationum Exoticarum (1694), waarna hij naar zijn geboorteplaats Lemgo terugkeerde.
Eenmaal terug in Duitsland publiceerde hij Amoenitatum Exoticarum (Lemgo 1712) waarin hij een illustratie van een camellia toonde en 23 variëteiten introduceerde. Het werk is ook bekend omwille van zijn beschrijving van een sidderaal, acupunctuur, en moxatherapie. Kaempfers systematische beschrijving van thee en andere Japanese planten werd gewaardeerd door Linnaeus die de nomenclatuur van Kaempfer overnam.
Veel werd er tijdens zijn leven niet van hem uitgegeven, maar na zijn dood werden zijn manuscripten gekocht door Hans Sloane, en (meest in Engelse vertaling) uitgegeven. Hieronder is een belangwekkende History of Japan.
Kaempfer bracht ook de eerste zaden van de Japanse notenboom (Ginkgo) vanuit Japan naar Europa. Tot dan toe werd aangenomen dat de boom reeds uitgestorven was.

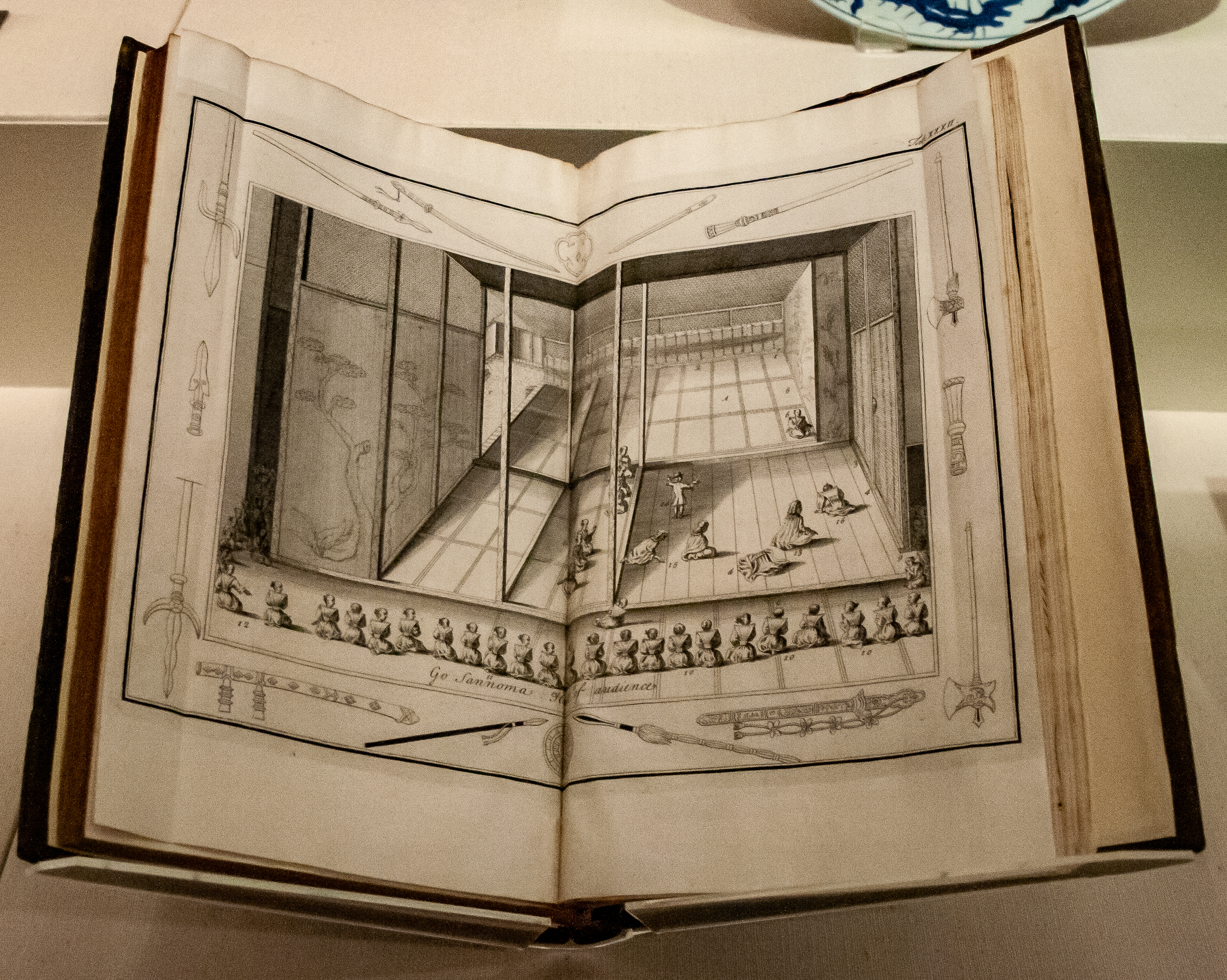
History of Japan

- Bibsys: 22165
- Bibliothèque nationale de France: cb12044434n (data)
- Author citation (botany): Kaempf.
- Biografisch Portaal: 33974981
- Catàleg d'autoritats de noms i títols de Catalunya: 981058523467006706
- CiNii: DA0044414X
- Digitale Bibliotheek voor de Nederlandse Letteren: kaem001
- Stuttgart Database of Scientific Illustrators 1450–1950: 3677
- Gemeinsame Normdatei: 118559168
- International Standard Name Identifier: 0000 0001 1025 5072
- Library of Congress Control Number: n84078543
- Bibliotheek van het Japanse parlement: 00445027
- Nationale Bibliotheek van Tsjechië: xx0061280
- Nationale bibliotheek van Australië: 35256778
- Nationale Bibliotheek van Israël: 987007300250705171
- Nationale Bibliotheek van Polen: a0000003735590
- Nationale en Universitaire bibliotheek Zagreb: 000399929
- Nederlandse Thesaurus van Auteursnamen: 068377223
- Réseau des bibliothèques de Suisse occidentale: 02-A003437688
- RKD-Nederlands Instituut voor Kunstgeschiedenis: 250700
- Istituto Centrale per il Catalogo Unico: TO0V331859
- SNAC: w6st93kh
- Système universitaire de documentation: 028653378
- Trove: 884919
- Virtual International Authority File: 41858358
- WorldCat: E39PBJfMjQW4hQYfpxbcyVfH4q